# مجلس النواب الأردني الأول 1947
مجلس النواب الأردني الأول هو أول مجلس نيابي تشكل بعد استقلال الأردن عام 1946. صدرت الإرادة الملكية بتاريخ 26 يونيو 1947 بإجراء أول انتخابات نيابية في البلاد، وأصدر رئيس الوزراء الأردني آنذاك سمير الرفاعي قرارا حدد فيه موعد إجراء الأنتخابات في 20 أوكتوبر 1947. تم تخصيص مقاعد للأقليات المسيحية والشركس والبدو.
تكون مجلس النواب الأردني الأول من 20 عضو، ومارس صلاحياته التشريعية والرقابية لمدة 3 سنوات (1947-1950)، إلى أن صدرت الإرادة الملكية بحل المجلس في الأول من يناير عام 1950 قبل انتهاء مدته الدستورية تمهيداً لإجراء انتخابات جديدة تشمل الضفتين . تعاقب على رئاسة المجلس كل من هاشم خير وعبدالقادر التل.

## أعضاء المجلس
- هاشم خير (توفي وحل محله إسماعيل البلبيسي)
- محمد المنور الحديد
- سعيد المفتي
- وصفي ميرزا
- فرح أبو جابر
- عبدالحليم النمر
- صالح المعشر
- حلمي النابلسي
- عبدالقادر التل
- شفيق ارشيدات
- امين أبو الشعر
- فهمي العلي
- محمد العيطان
- معارك المجالي
- فارس المعايطة
- خليل العمارين
- صالح العوران
- محمود كريشان
- عاكف الفايز
- حمد بن جازي